# Carl-Erik Svensson
Carl-Erik Svensson (20. februar 1891 – 9. november 1978) var en svensk gymnast som deltog i OL 1912 i Stockholm.
Svensson blev olympisk mester i gymnastik under OL 1912 i Stockholm. Han var med på det svenske hold som vandt holdkonkurrencen for hold i svensk system. Hold fra tre nationer var med i konkurrencen, der blev afholdt på Stockholms Stadion.